# Calandrinia ciliata
Calandrinia ciliata är en källörtsväxtart som först beskrevs av Hipólito Ruiz López och Pavon, och fick sitt nu gällande namn av Dc. Enligt Catalogue of Life ingår Calandrinia ciliata i släktet sidenblommor och familjen källörtsväxter, men enligt Dyntaxa är tillhörigheten istället släktet sidenblommor och familjen källörtsväxter. Arten förekommer tillfälligt i Sverige, men reproducerar sig inte. Inga underarter finns listade i Catalogue of Life.

## Bildgalleri

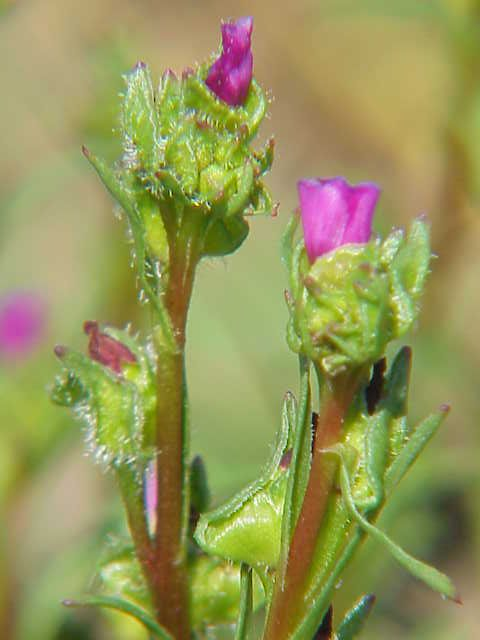
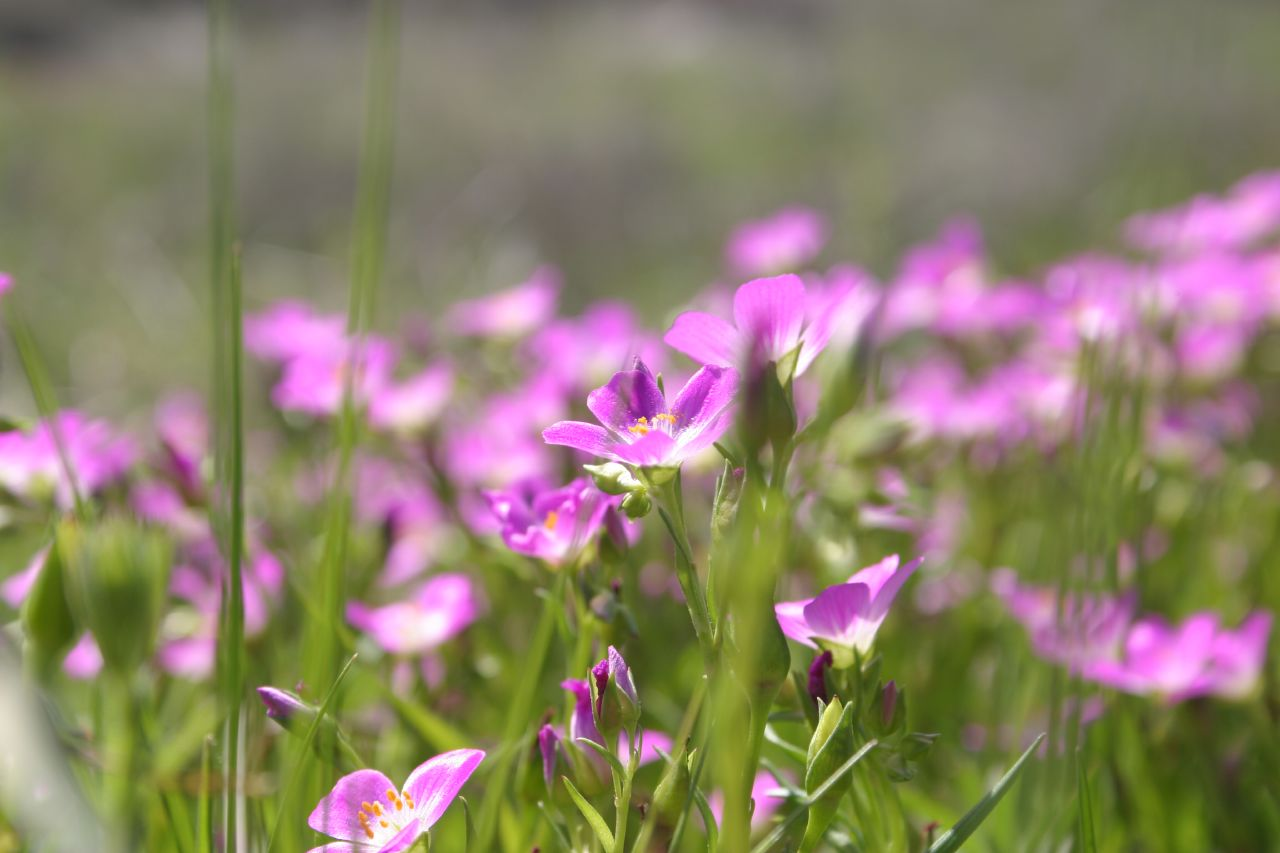
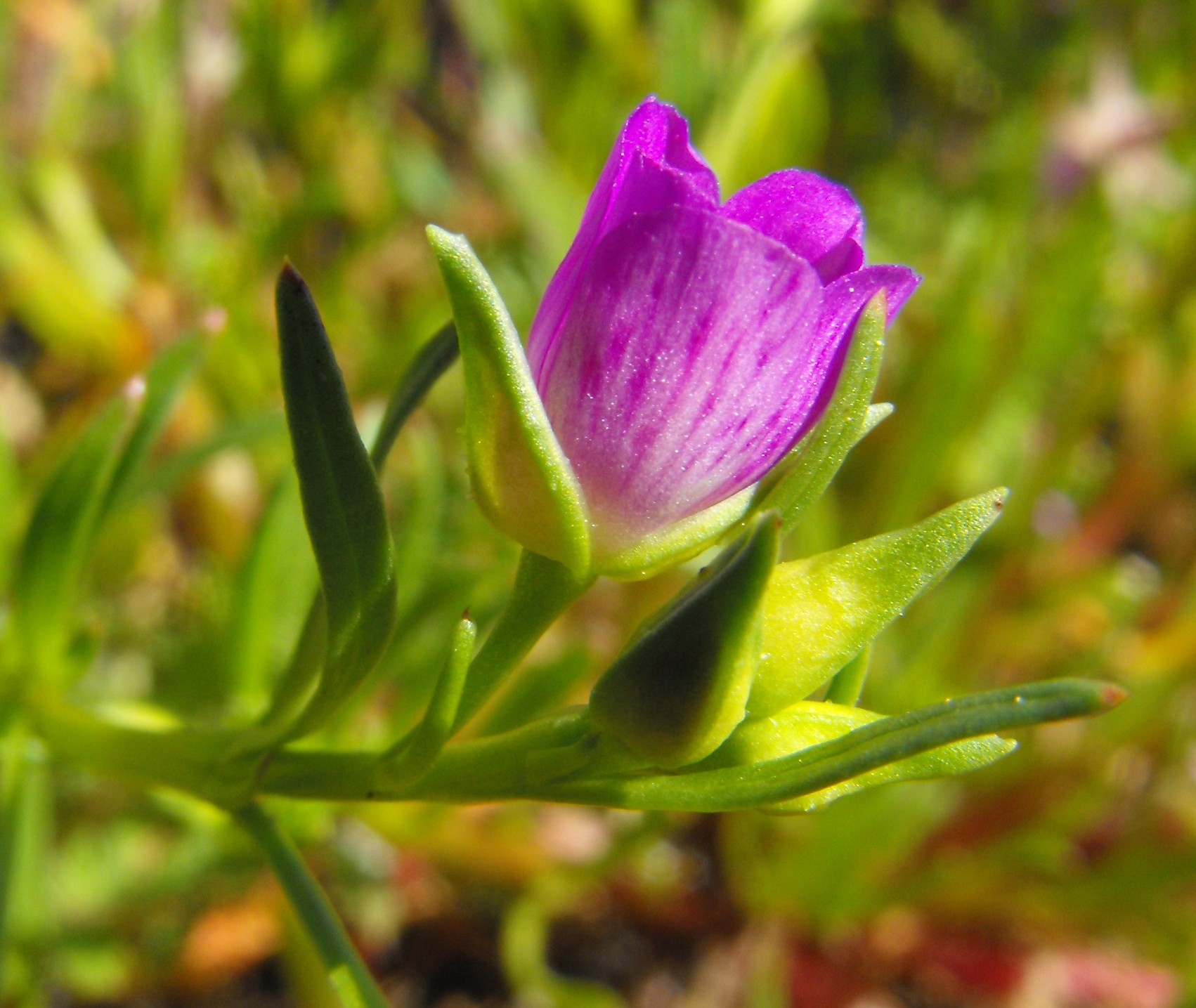
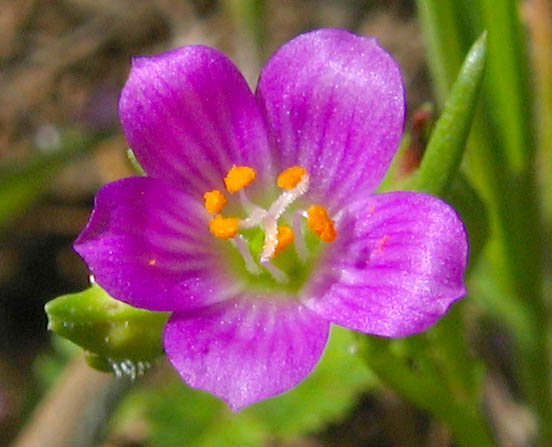
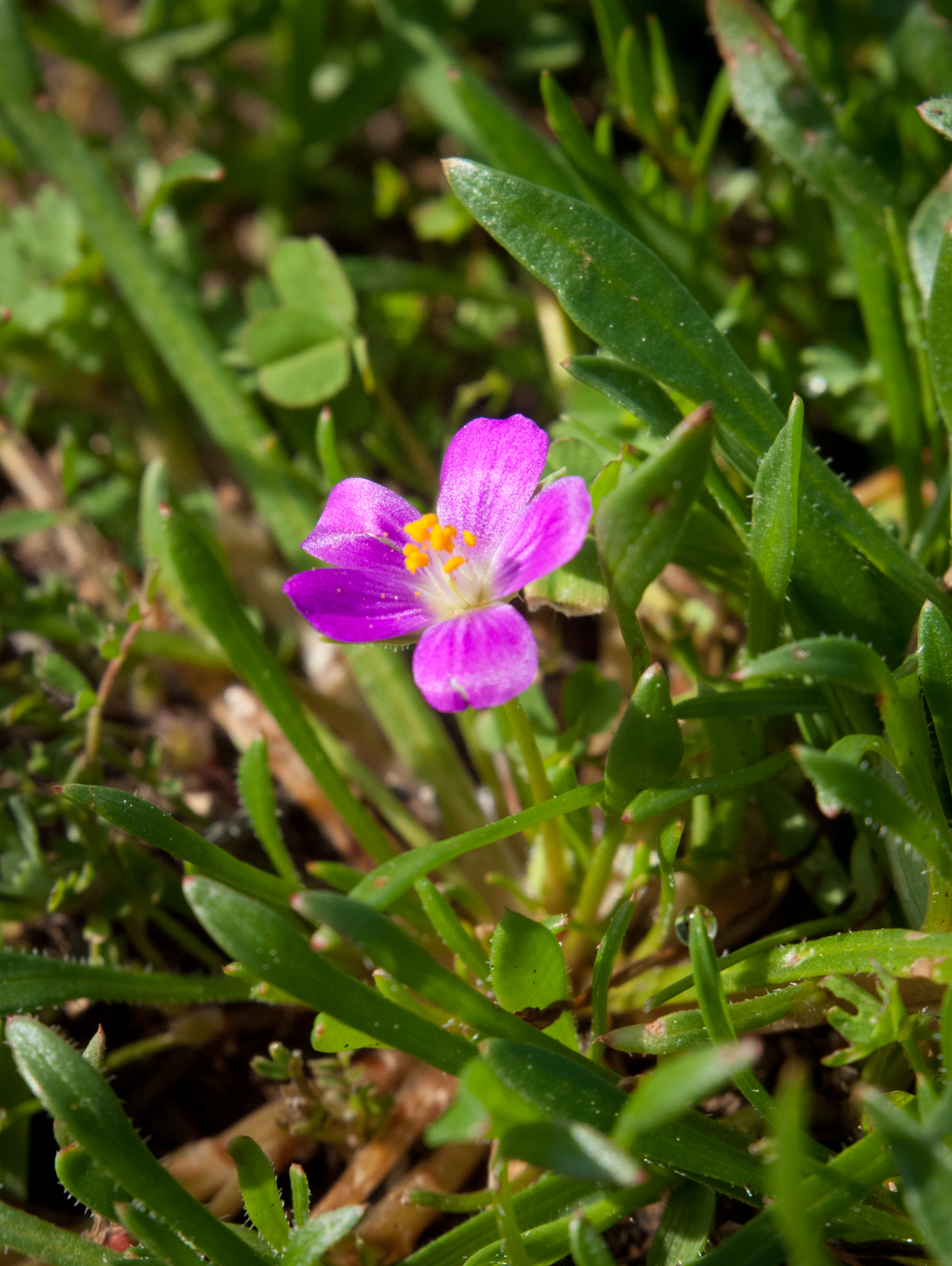